# Bureau virtuel (interface graphique)
Pour les articles homonymes, voir Bureau virtuel.

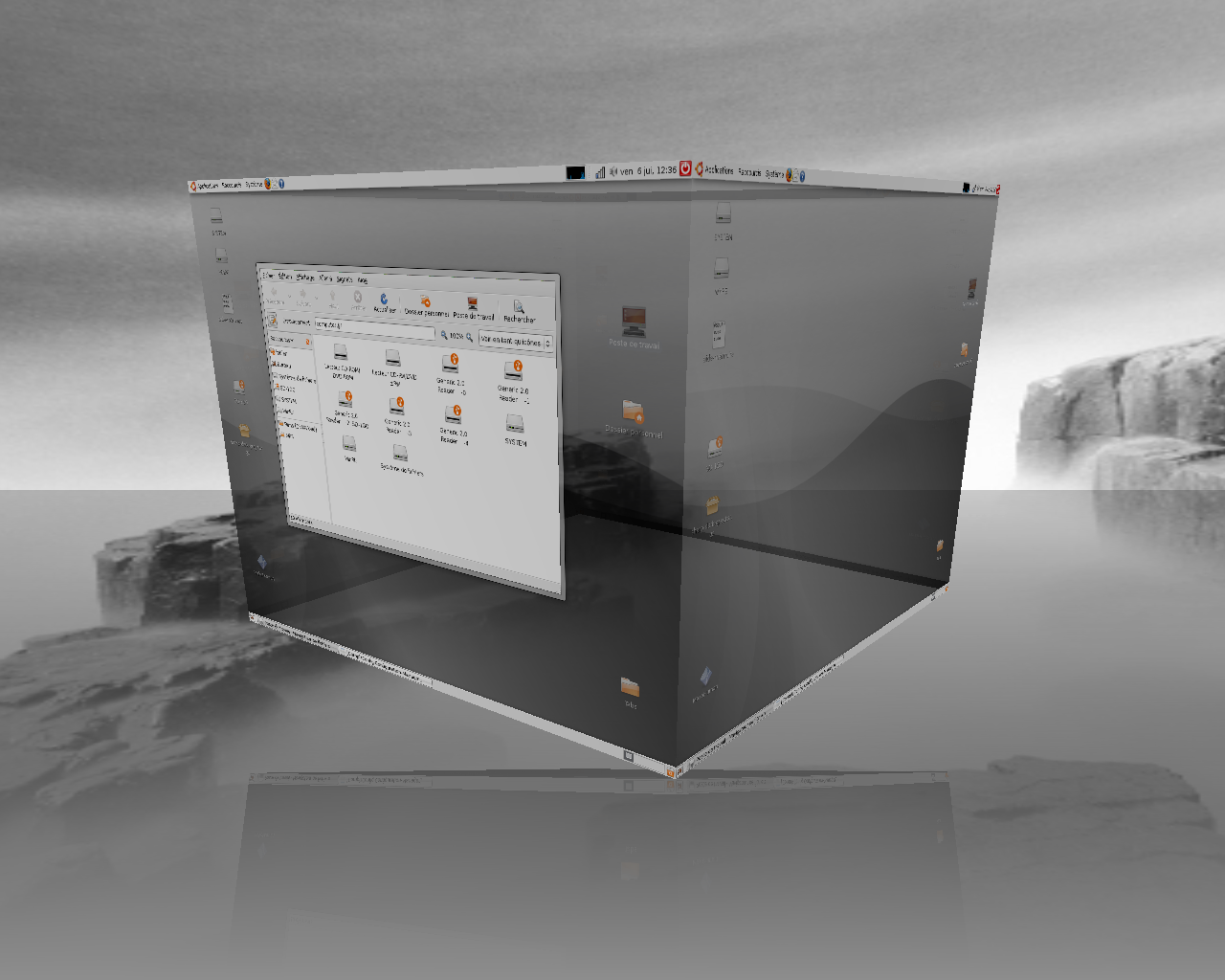
Bureaux virtuels de Compiz Fusion.

Un bureau virtuel est un environnement graphique qui peut être démultiplié, afin de travailler à un seul type de tâche dans chaque bureau, au lieu d'avoir toutes les fenêtres réunies dans un seul. Par exemple, l'utilisateur choisira de réserver un bureau aux tâches de retouches photographiques, un autre à internet, un autre aux jeux, etc. Les fenêtres ne sont plus mélangées.
Une autre implémentation des bureaux virtuels, moins fréquemment utilisée, consiste à offrir un bureau plus grand que la taille de l'écran, la souris ou le clavier permettant de se déplacer dans les zones inaccessibles.
Les bureaux virtuels sont disponibles nativement sous de nombreux environnements de bureau de plusieurs systèmes d'exploitation, en particulier des systèmes de type UNIX implémentant le système de fenêtrage X, tels que GNU/Linux. Les environnements de bureau les plus répandus proposent notamment cette fonctionnalité, activée par défaut : KDE, GNOME et XFCE, Cinnamon, LXQt, LXDE, MATE, et beaucoup d'autres. Parmi les plus spectaculaires, on trouve ceux de Compiz Fusion, où chaque bureau virtuel peut être la face d'un cube que l'on fera pivoter à l'écran pour accéder à chaque bureau. A contrario, les environnements plus sobres proposent également cette fonctionnalité (dwm, iwm, i3...).
Longtemps l'apanage des systèmes UNIX, il a été possible depuis Windows XP d'utiliser des logiciels tiers, tels Yod'm 3D, pour reproduire le principe des bureaux virtuels sous Windows. Aujourd'hui, cette fonctionnalité a été intégrée avec l'arrivée de Windows 10.
Bien que système UNIX, Mac OS n'intègre cette fonctionnalité nativement que depuis Mac OS X 10.5 ; il fallait auparavant utiliser un logiciel tiers. Depuis OS X 10.7, la gestion des bureaux virtuels, appelés Espaces sur le Mac, est confié à un gestionnaire nommé Mission Control, qui remplace le gestionnaire précédent appelé Exposé.

## Sources et références
1. ↑  Créer et gérer les Espaces et les bureaux virtuels avec Mission Control sur Mac, sur le site Ohmymac.fr, 31 mars 2014